# Dasymaschalon rostratum
Dasymaschalon rostratum Merr. & Chun – gatunek rośliny z rodziny flaszowcowatych (Annonaceae Juss.). Występuje naturalnie w Wietnamie oraz południowych Chinach (w prowincjach Guangdong, Hajnan i Junnan oraz w regionach autonomicznych Kuangsi i Tybet). 

## Morfologia
PokrójZimozielony krzew dorastający do 8 m wysokości. Młode pędy są owłosione.
LiścieMają podłużny kształt. Mierzą 12–19 cm długości oraz 3,5–6 cm szerokości. Nasada liścia jest zaokrąglona. Wierzchołek jest ostry. Ogonek liściowy jest owłosiony lub nagi i dorasta do 5–7 mm długości.
KwiatySą pojedyncze, rozwijają się w kątach pędów. Mierzą 4,5 cm długości i 1–1,5 cm średnicy. Działki kielicha mają owalny kształt, są owłosione od wewnętrznej strony i dorastają do 2–3 mm długości. Płatki mają lancetowaty kształt i ciemnoczerwoną barwę, osiągają do 4,5 cm długości i 1 cm szerokości. Kwiaty mają owłosione słupki.

## Biologia i ekologia
Rośnie w lasach. Występuje na wysokości od 500 do 1300 m n.p.m. Kwitnie od lipca do września, natomiast owoce pojawiają się od lipca do grudnia.